# Petershagen-Eggersdorf
Petershagen-Eggersdorf é um município da Alemanha, situado no distrito de Märkisch-Oderland, no estado de Brandemburgo. Tem 17,47 km² de área, e sua população em 2019 foi estimada em 15.327 habitantes.